# Servicio Nacional de Areas Naturales Protegidas por el Estado
Der Servicio Nacional de Areas Naturales Protegidas por el Estado SERNANP (Nationalagentur für die den Schutz und die Erhaltung der Naturgebiete) ist die staatliche Naturschutz-Agentur Perus. SERNANP betreut alle staatlichen Schutzgebiete mit IUCN-Kategorie, darunter den Nationalpark Manú und das Nationalreservat Titicaca. Die Agentur untersteht dem Umweltministerium.

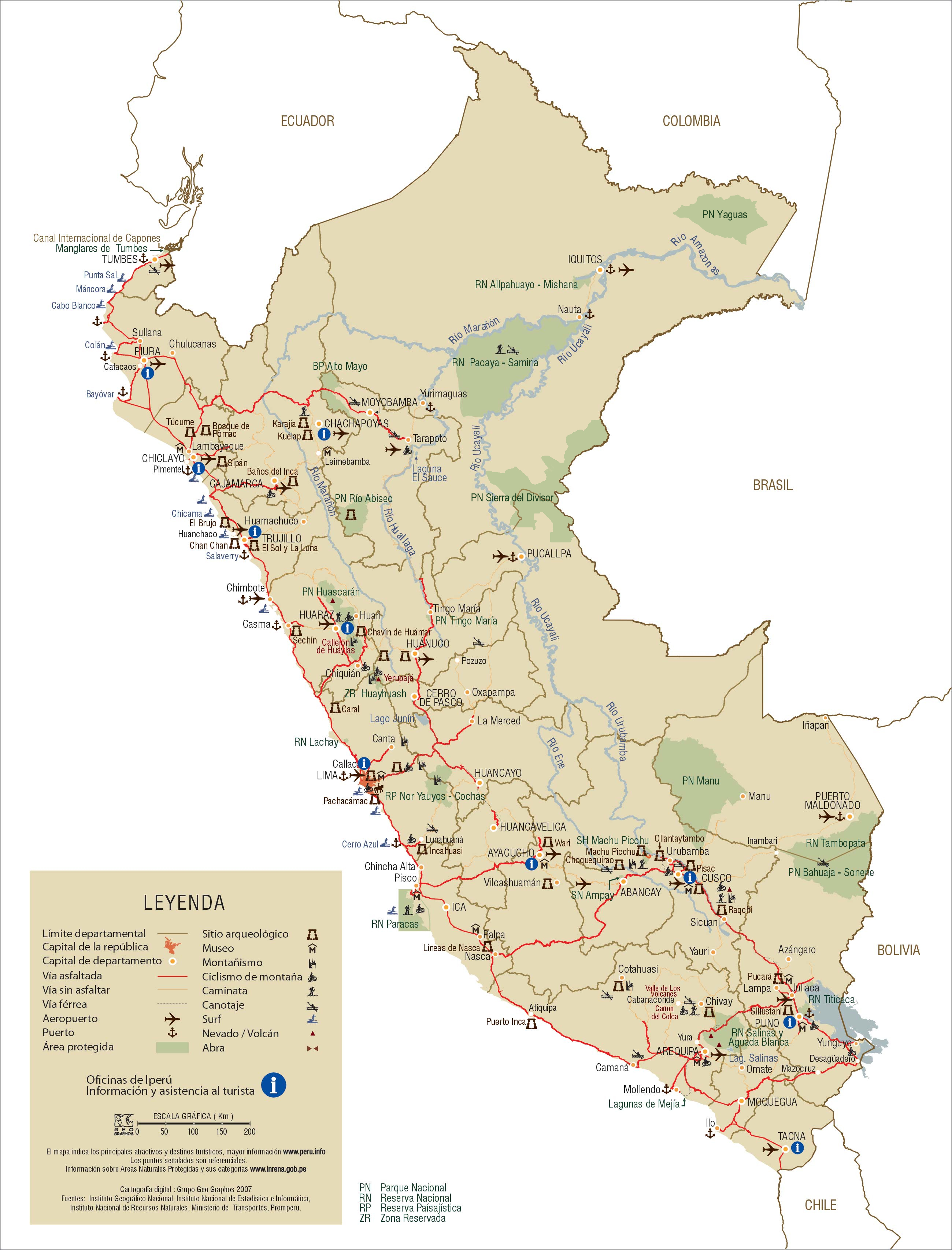
Schutzgebiete in Peru und wichtigste touristische Tätigkeiten

Die Verfassung von Peru von 1993 erkennt die natürlichen Ressourcen und die Vielfalt der Ökosysteme dieses Landes als nationales Erbe an. Schon im Jahre 1992 wurde das Instituto Nacional de Recursos Naturales als Abteilung des Landwirtschaftsministeriums gegründet. Ihm unterliegt das Sistema Nacional de Áreas Naturales Protegidas por el Estado welches eine Liste von allen Schutzgebieten Perus führt. Zwischen den Executiv-Agenturen des Peruanischen Landwirtschaftsministeriums (Instituto Nacional de Recursos Naturales) und des Umweltministeriums (Servicio Nacional de Areas Naturales Protegidas por el Estado) kam es in der Vergangenheit immer wieder zu Kompetenzstreitigkeiten im Naturschutz.

## Betreute Gebiete
Insgesamt werden 73 Gebiete mit total 195'487,7 km² oder 15,21 % der Landesfläche Perus durch die Regierung geschützt: 13 Nationalparks (Parques Nacionales), 15 Naturreservate (Reservas Nacionales), 9 Schutzgebiete (Santuarios Nacionales), 4 Historische Schutzgebiete (Santuarios Históricos), 3 Schutzgebiete für die Waldfauna (Refugios de Vida Silvestre), 2 Landschaftsschutzgebiete (Reservas Paisajísticas), 6 Waldschutzgebiete (Bosques de Protección), 8 Kommunale Schutzgebiete für indigene Völker (Refugios Comunales), 2 Jagdschutzgebiete (Cotos de Caza) und 12 weitere Schutzgebiete (Zonas Reservadas).

### Schutzgebiete
- Reserva Nacional del Titicaca (36180 Hektar) vor Puno